# Ron Stewart
Ronald George Stewart (Calgary, 11 luglio 1932 – Kelowna, 17 marzo 2012) è stato un allenatore di hockey su ghiaccio e hockeista su ghiaccio canadese.
Nel corso della carriera militò e allenò nella National Hockey League vincendo tre Stanley Cup con i Toronto Maple Leafs.

## Carriera
Ron Stewart iniziò a giocare a hockey a livello giovanile dal 1949 fino al 1952 nella Ontario Hockey Association per i Toronto Marlboros, formazione legata alla franchigia NHL dei Toronto Maple Leafs, ma anche con i Barrie Flyers e i Guelph Biltmores, formazione quest'ultima capace di vincere la Memorial Cup del 1952.
Al termine della stagione Stewart venne invitato a prendere parte al campo di preparazione dei Toronto Maple Leafs e riuscì ad attirare l'attenzione del proprietario Conn Smythe, il quale gli offrì il suo primo contratto da professionista. Sarebbe rimasto a Toronto per ben 13 stagioni consecutive e prese parte al ciclo vincente di tre Stanley Cup consecutive fra il 1962 ed il 1964. A livello personale venne scelto per prendere parte a quattro edizioni dell'NHL All-Star Game.
Dopo quasi 1000 partite giocate con la maglia dei Maple Leafs nell'estate del 1965 Stewart si trasferì per due stagioni ai Boston Bruins. Nel 1967, rimasto senza squadra, Stewart venne selezionato in occasione dell'NHL Expansion Draft dai St. Louis Blues, una delle sei nuove franchigie iscritte alla NHL. Tuttavia già nel mese di novembre dovette lasciare Saint Louis a causa di uno scambio di giocatori che lo portò ai New York Rangers. Alla fine della stagione 1969-1970 Stewart ebbe un violento alterco con il compagno di squadra Terry Sawchuk riguardo alle spese casalinghe dell'appartamento che condividevano a Long Island; entrambi erano ubriachi e quest'ultimo durante la lite cadde sul ginocchio piegato di Stewart e subì gravi lesioni interne che lo portarono alla morte dopo diverse operazioni chirurgiche il 31 maggio 1970. In ospedale Sawchuk riconobbe che la colpa non era stata di Stewart, e successivamente la sua morte venne considerata accidentale.
Dopo l'incidente Stewart proseguì ancora per due stagioni la propria carriera, dapprima nella stagione 1971-72 per i Vancouver Canucks, poi fra la primavera e l'autunno del 1972 ancora con i Rangers dividendosi fra la NHL e l'AHL presso il farm team dei Providence Reds, e infine nella stagione 1972-1973 con la nuova franchigia di New York, gli Islanders.
Conclusa la carriera da giocatore Stewart per alcuni anni intraprese quella la allenatore; dopo una stagione in Western Hockey League con i Portland Buckaroos andò ad allenare in AHL gli Springfield Indians, riuscendo subito a vincere la Calder Cup. Il successo in AHL lo portò a ricoprire il ruolo di capo allenatore anche in NHL, nella stagione 1975-76 con i Rangers e in quella 
1977-78 con i Los Angeles Kings. Stewart si ritirò dal mondo hockeistico e morì per un cancro nel marzo del 2012

## Palmarès

### Giocatore

#### Club
- Stanley Cup: 3

Toronto: 1961-1962, 1962-1963, 1963-1964
- Memorial Cup: 1

Guelph: 1952

#### Individuale
- NHL All-Star Game: 4

1955, 1962, 1963, 1964

### Allenatore

#### Club
- Calder Cup: 1

Springfield: 1974-1975